# Блокировка Твиттера в Бразилии
Блокировка Твиттера в Бразилии — процесс блокировки доступа к социальной сети Твиттер (X) на территории Бразилии, начатый 30 августа 2024 года. Площадка была заблокирована по причине отказа её владельца Илона Маска нанять юридического представителя в стране для судебного процесса и выполнить приказ о блокировке некоторых аккаунтов.

## Предыстория
После президентских выборов в Бразилии и беспорядков января 2023 года, судья Федерального верховного суда Бразилии Александр де Мораес обвинил Твиттер в разжигании ненависти. Он лично принимал решение о блокировке или удаления контента с социальных сетей.
В апреле 2024 года Мораес издал приказ о блокировке нескольких аккаунтов Твиттер в Бразилии, в рамках борьбы с дезинформацией, чем вызвал резкую критику у Маска. Владелец платформы обвинил судью в «наглом и неоднократном предательстве конституции и народа Бразилии», открыто объявив, что не будет исполнять требования властей.
17 августа 2024 X Corp. закрыла свое представительство в стране.

## Блокировка
29 августа 2024 Мораес выдвинул Маску ультиматум с требованием в течение 24 часов назначить в стране нового законного представителя платформы, на что тот ответил отказом.
30 августа того же года Мораес постановил заблокировать Твиттер на территории Бразилии. Согласно приговору, Google Play и App Store должны были удалить приложение социальной сети не позднее 4 сентября.
Примерно в полдень 31 августа работу сервиса начали останавливать провайдеры. К вечеру того же дня доступ был полностью закрыт.
Площадка может быть разблокирована в стране, если компания выплатит штрафы в размере 18,3 миллионов бразильских реалов и наймёт представителя в Бразилии.

## Дополнительные ограничения
Помимо непосредственной блокировки Твиттера  в стране, было также вынесено решение, что пользователь, обходящий её с помощью VPN, будет должен заплатить штраф в размере 50 000 бразильских реалов.

## Реакция

### Илон Маск
Маск выплачивать штрафы отказался, создав на уже заблокированной в стране платформе 31 августа 2024 аккаунт Alexandre Files, где публикуются данные о «преступлениях» судьи. В частности, там публикуются доказательства о его вмешательстве в президентские выборы 2022 года и нарушении законов страны.

### Коллегия суда
3 сентября 2024 коллегия Федерального верховного суда, состоящая из 5 человек, поддержала решение Мораеса о блокировке.

### Общественность
8 сентября 2024 в стране начались протесты в поддержку Твиттера. Митинги прошли в Сан-Паулу и Рио-де-Жанейро. 
Всего на них присутствовало несколько десятков тысяч человек.